# Tabi
Tabi (足袋?) sunt șosete tradiționale japoneze, cu degetul mare separat, înalte până la gleznă. 

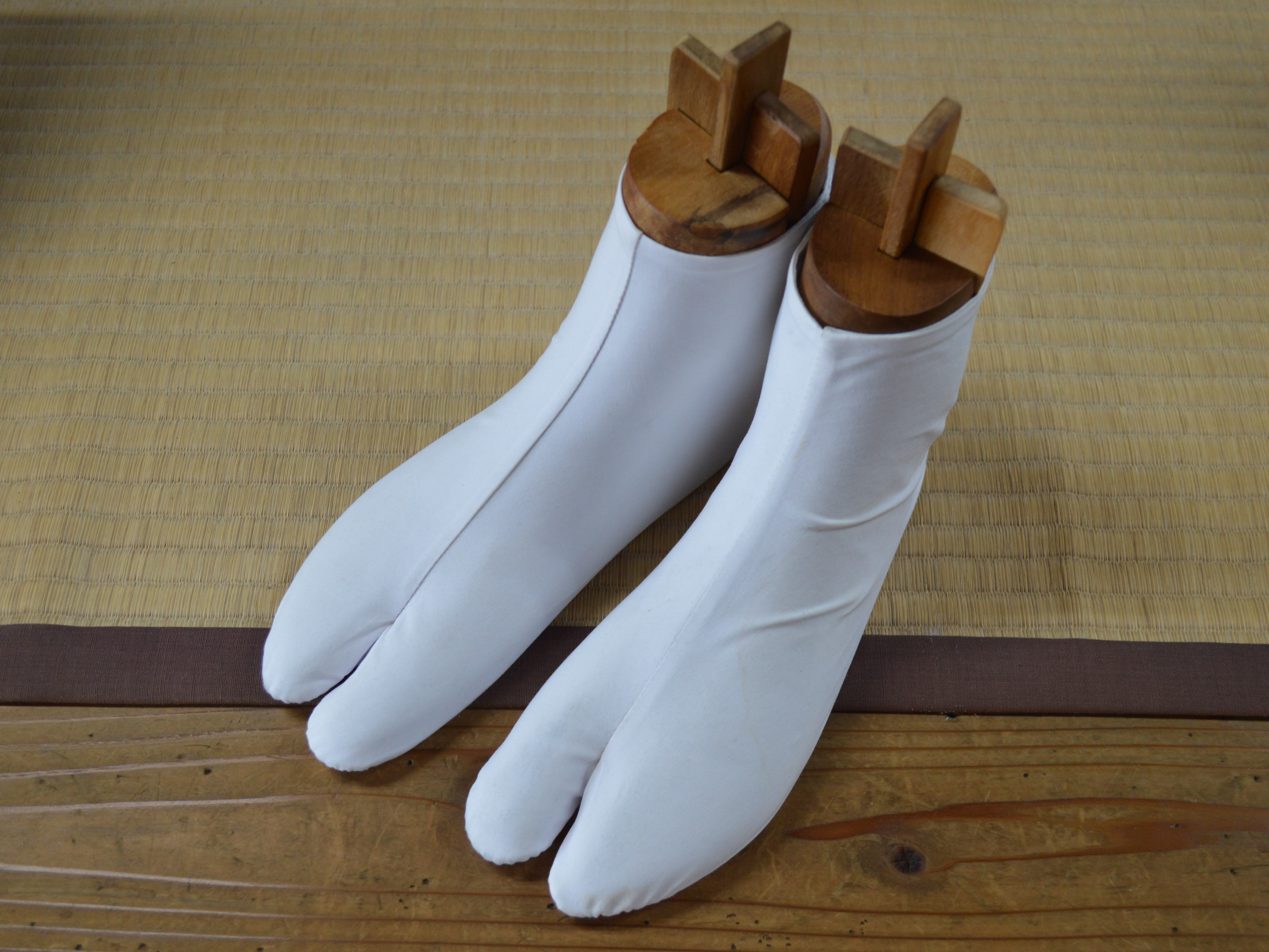
O pereche de tabi

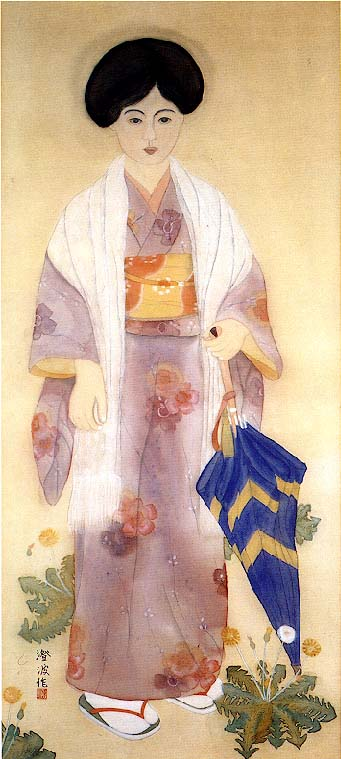
Femeie îmbrăcată după moda din prima parte a erei Shōwa purtând tabi

Se poartă cu geta, zori sau altă încălțăminte tradițională. Pe vremuri erau confecționate din piele de căprioară sau maimuță (kawatabi) și erau legate la glezne cu un șnur, dar mai recent sunt confecționate din mătase, bumbac sau nailon. Se prind cu kohaze (un fel de copci). 

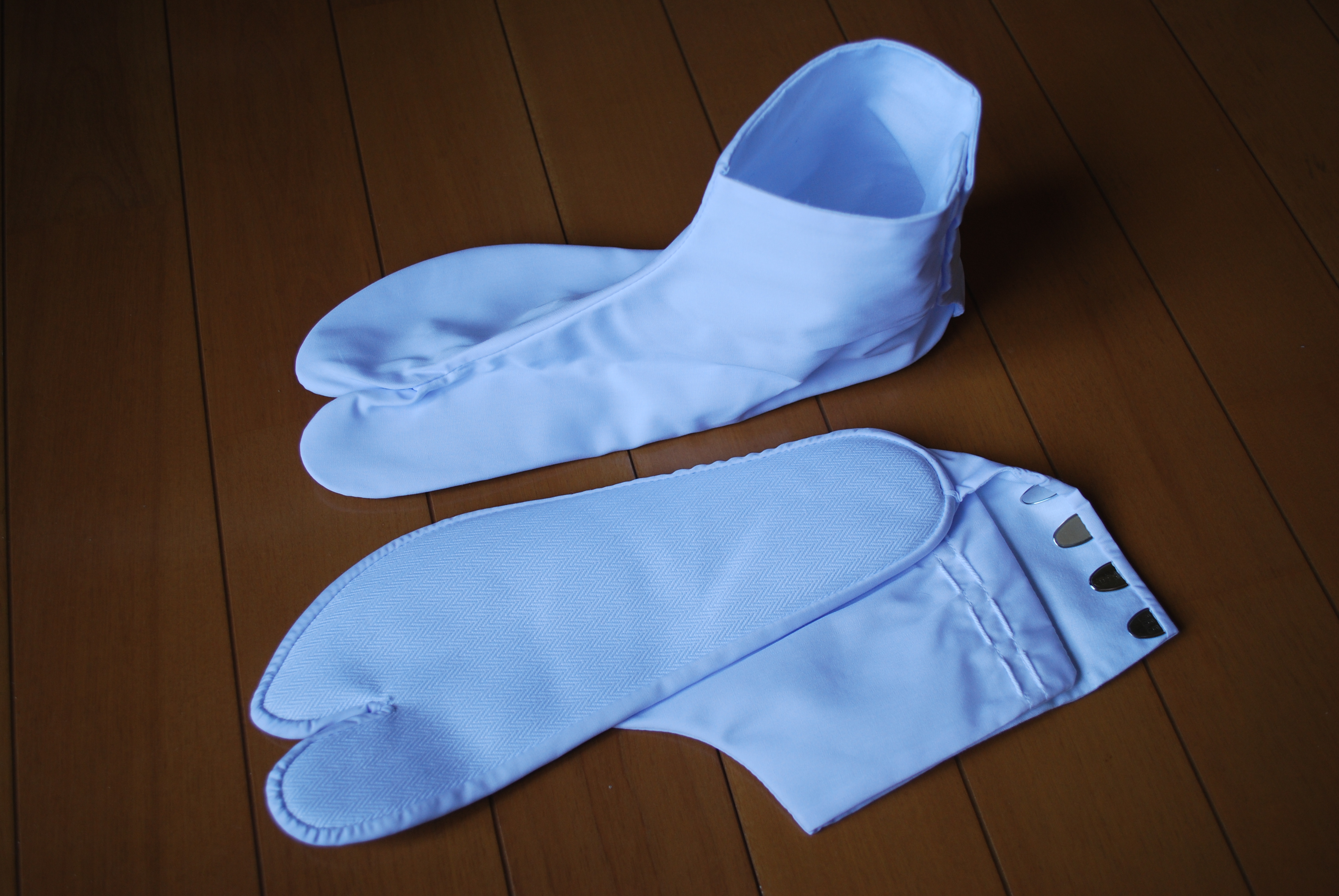
Tabi albi

Aceste șosete sunt obligatorii când se poartă kimono. 
Culoarea cea mai obișnuită este alb (folosită în situații formale), dar există și alte culori: pentru bărbați (albastru sau negru) călătorii, sau cu motive diferite sau în culori diferite pentru femei. 

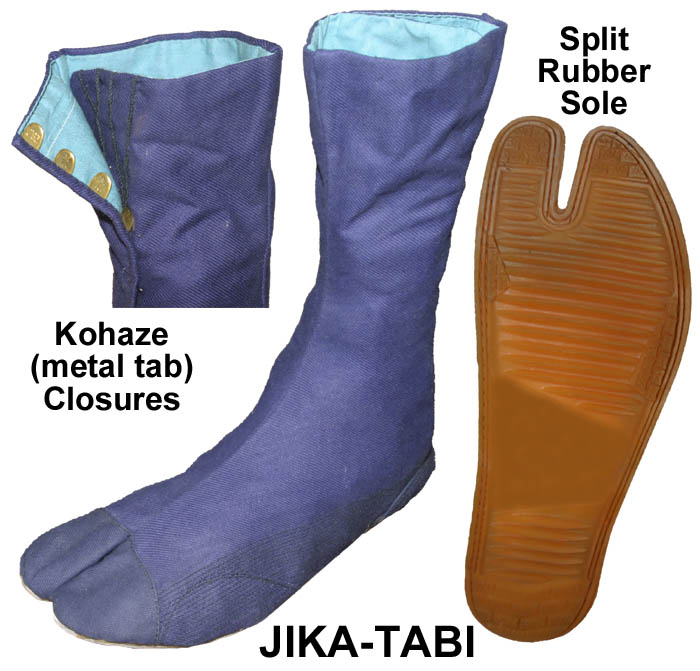

Jika-tabi (地下足袋 tabi care au contact cu pământul?) sunt un fel de tabi mai înalte, făcute dintr-un material mai rezistent, cu talpa din cauciuc. Sunt purtate de fermieri, muncitori constructori, grădinari etc. ca încălțăminte, nu ca șosete.